# Greenbox Museum
Het Greenbox Museum, voluit Greenbox Museum of Contemporary Art from Saudi Arabia geheten, was een museum in Amsterdam. Sinds zijn verhuizing naar Hoofddorp doet het uitsluitend dienst als onderzoeksinstelling en wordt de collectie, die in particulier bezit is, nog wel in bruikleen gegeven.

## Achtergrond
Sinds 2008 richtte het museum zich op het werk van beeldend kunstenaars die wonen en werken in het Saoedi-Arabië. Het museum had de bescheiden omvang van een rariteitenkabinet uit de 18e eeuw. Als tegenreactie op de zogeheten white cube gallery (een strakke doorgaans vierkante of rechthoekige expositieruimte met witte muren en betonnen vloeren) werd de ruimte van het Greenbox Museum volledig groen geschilderd. Indirect is deze kleur een verwijzing naar de vlag van Saoedi-Arabië. Daarnaast is groen de traditionele kleur van de islam.
Het oorspronkelijke museum besloeg slechts 70m² en bevond zich op de vijfde verdieping van een pakhuis nabij het Leidseplein. Doordat het uit zijn voegen barstte, werd er gezocht naar een nieuw onderkomen. In 2021 verhuisde het museum naar Hoofddorp en zou sindsdien alleen als 'open depot' dienen en op afspraak te bezoeken zijn. Medio 2023 was dit echter nog niet gerealiseerd.
Op Facebook is het Greenbox museum met bijna een miljoen volgers het meest populaire Nederlandse museum.